# Okręgi Villarceau

Schemat tworzenia okręgów Villarceau

Okręgi Villarceau – para okręgów powstała jak zbiór punktów wspólnych torusa i płaszczyzny przecinającej go pod określonym kątem.

## Historia
Nazwa okręgów pochodzi od francuskiego astronoma Antoine’a-Josepha Yvona Villarceau, który odkrył nową rodzinę okręgów powstałych z przecięcia torusa płaszczyzną, oprócz wcześniej znanych konstrukcji wykreślających południki i równoleżniki.

## Obserwacje

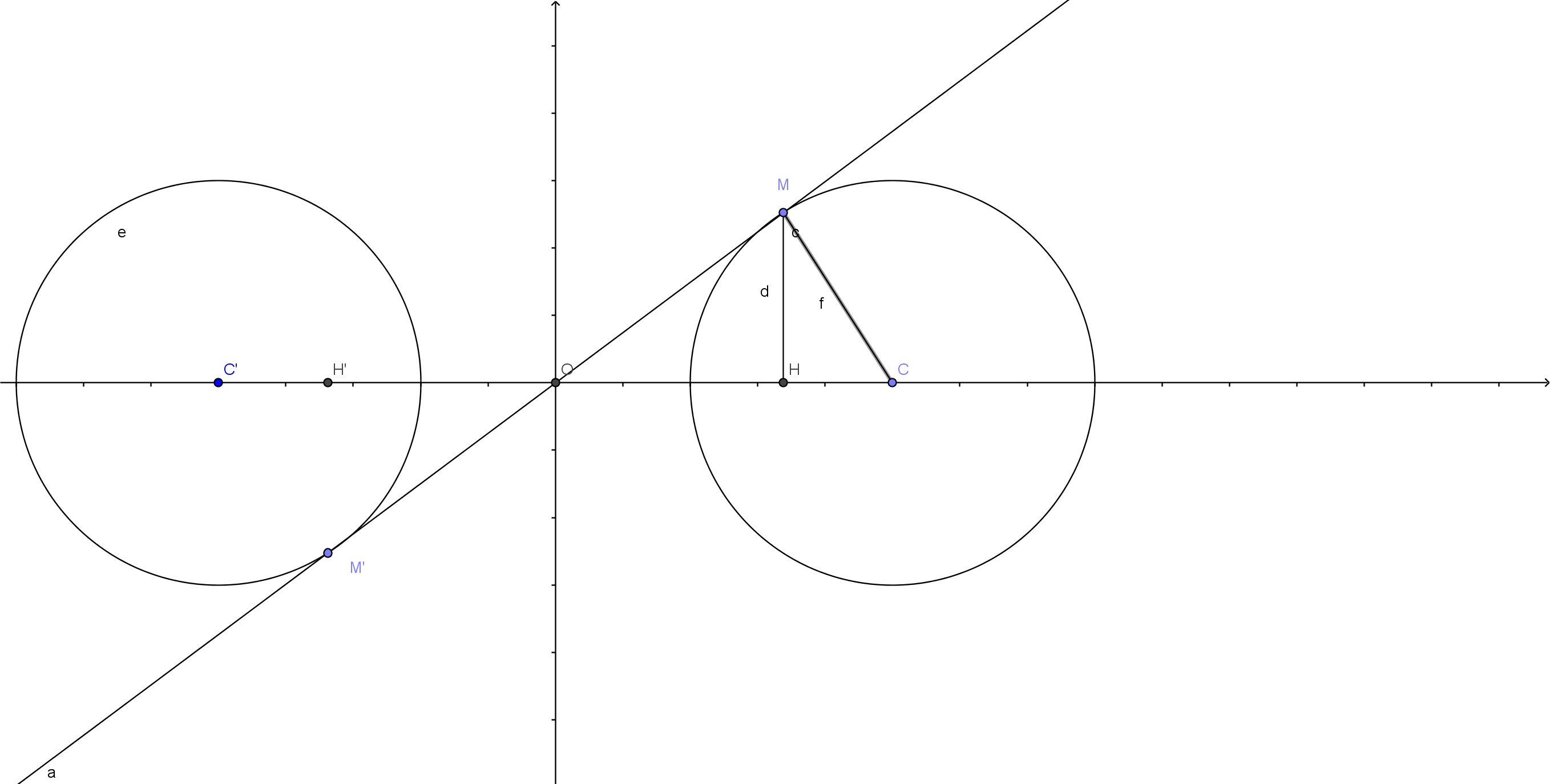
Schemat styczności płaszczyzny i torusa

- Przez dowolny punkt na torusie można przeprowadzić cztery okręgi, które leżą na tym torusie: dwa okręgi Villarceau, jeden południk i jeden równoleżnik[3][4] .
- Płaszczyzna tworząca okręgi Villarceau jest styczna do torusa w dwóch punktach[5].
- Wizualizacja rozwłóknienia Hopfa(inne języki) sfery {\displaystyle S^{3}} objawia się jako zbiór okręgów Villarceau układających się w kształt torusów[6].
- Przecinające się okręgi Villarceau mają zawsze dwa punkty wspólne[7].
- Okrąg Villarceau jest loksodromą południków i równoleżników[8].
- Promień okręgu Villarceau jest równy odległości środka obracanego okręgu od prostej, która jest osią obrotu w konstrukcji torusa[9].

## Nawiązania

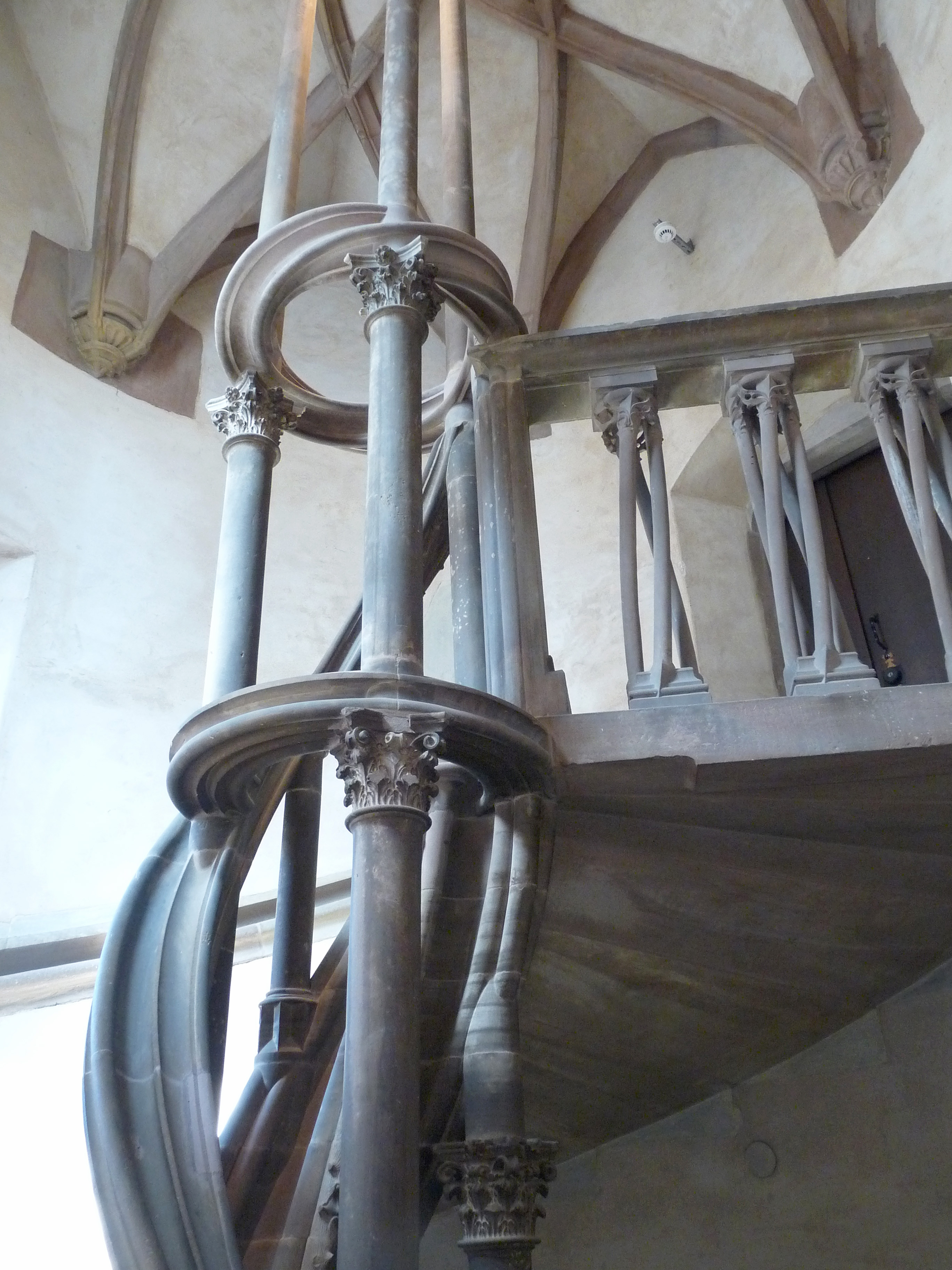
Schody z ozdobnym ornamentem na kolumnie

W budynku Musée de l’Œuvre Notre-Dame znajduje się sześciokątna wieża. Została ona zaprojektowana przez architekta Hansa Thomanna Uhlbergera. Na jej szczyt prowadzą kręte schody, które mają na górnym końcu poręczy na kolumnie ozdobny ornament. Francuski matematyk Marcel Berger rozpoznał w nim „okręgi Villarceau” , co wielokrotnie stwierdzał w swoich publikacjach. Oznaczałoby to, że Uhlberger miał wiedzę na temat tych okręgów. Jednak te przypuszczenia podawane są w wątpliwość, a specyficzne zakończenie może być przedłużeniem konstrukcji poręczy.